# Montserrat címere

Montserrat címere

Montserrat címere egy vízszintesen osztott pajzs, amelynek felső része kék, az alsó pedig narancssárga. A pajzson egy zöld ruhás nőalak egyik kezével egy fekete keresztet, a másik kezében pedig egy aranyszínű hárfát tart. A címert 1909-ben fogadták el.